# Dionizy VI
Dionizy VI (imię świeckie Geevarghese Vattasseril, ur. 31 października 1858 w Mallapally, zm. 23 lutego 1934) – duchowny początkowo Syryjskiego Kościoła Ortodoksyjnego, a następnie Malankarskiego Kościoła Ortodoksyjnego, w latach 1909-1912 metropolita Malankary. 

## Życiorys
16 października 1879 został wyświęcony na diakona. Święcenia kapłańskie przyjął 18 stycznia 1880 roku. 27 lutego 1908 został wybrany na koadiutora metropolity malankarskiego. Sakrę biskupią otrzymał 31 maja 1908 z rąk patriarchy antiocheńskiego Abd Allaha II. 12 lipca 1909, po śmierci poprzednika objął urząd metropolity. W 1912 roku współpracował z emerytowanym patriarchą Antiochii Ignacym Abdul Masihem II w sprawie nadania Kościołowi autokefalii. Opracował mszał używany do dziś w Malankarskim Kościele Ortodoksyjnym. Zmarł 23 lutego 1934 i został pochowany w seminarium duchownym w Kottayam. Był ostatnim niezależnym metropolitą Malankary, po nim tytuł ten został połączony z urzędem katolikosa Wschodu.